# Fiat 672
Le Fiat 672 RN est un autobus urbain produit par le constructeur italien Fiat Bus à partir de 1948.
Ce véhicule, lancé en 1948, conserve les grandes caractéristiques des autobus urbains de l'époque. Il est conçu sur la base d'un châssis de camion, le Fiat 680, dont le châssis a été retravaillé et abaissé pour garantir un accès convenable aux usagers. Ce modèle d'autobus sera le dernier dans l'immense gamme Fiat Bus avec plancher "surbaissé" de l'époque, celle où les usagers étaient encore habitués à gravir les marches, très directement dérivé d'un châssis de camion. (Cf les cars Chausson ont gardé jusque dans les années 80 ce type de conception).
Il a été créé pour une utilisation polyvalente dans les grandes villes d'Italie, pour un transport de masse. Il vient en complément du modèle Fiat 666RN dont on peut considérer qu'il en est la version longue. Ce bus urbain, à 3 essieux, comme le prescrivait le code des transports en vigueur en Italie pour les véhicules de 12 mètres, a connu un certain succès commercial, bien que sa longueur inhabituelle dans le transport urbain italien ait représenté un sérieux handicap dans les centres historiques.
Sa robustesse légendaire et ses caractéristiques mécaniques de fiabilité feront qu'il restera en service pendant plus de 30 ans. Ce moteur s'avéra très robuste, fiable et peu gourmand en gazole. Le poste de conduite était à droite, comme le voulait le code de la route italien. Nombreux sont les véhicules qui ont été exportés vers l'Afrique notamment. Il bénéficiait comme bien d'autres, des vitres de la partie supérieure du pare-brise entr'ouvables pour améliorer la ventilation de l'habitacle.
Ce modèle disposait du moteur Fiat 368 placé à l'avant avec un coffre proéminent à côté du conducteur, situé à droite. La porte avant, réservée à la descente, était ainsi décalée dans le dos du chauffeur. L'accès s'opérait par la porte arrière avec la présence d'un receveur.
Comme de coutume en Italie, le Fiat 672RN, en plus de la version constructeur avec carrosserie "CANSA" du nom de l'usine où était produit ce véhicule très élégant et particulièrement bien fini était également disponible avec une carrosserie conçue et réalisée par le carrossier spécialisé Viberti.
Il sera décliné en deux versions, 672RN et 672RN2 carrossé par OM.
Sur le même châssis Fiat 672, le constructeur italien réalisera le trolleybus le plus diffusé en Italie, le Fiat 672F.
Notas :
- RN signifie : R - Ribassato, le châssis d'origine dérivé du camion correspondant a été abaissé pour être compatible avec l'accès à bord des passagers. N comme pour les camions désigne le type de carburant N = nafta, gasoil en italien.
- Cansa est l'acronyme de "CArrozzerie Novaresi Società Anonima" - Carrosseries de Novare Société Anonyme. Cette société de carrosserie industrielle était une filiale de Fiat Bus dont les ateliers et le siège social sont implantés à Cameri, près de Novare. Avec l'introduction du Fiat 343 Cameri, en 1972, l'appellation commerciale devint "Carrozzeria Fiat Cameri".